# Baldassare Peruzzi

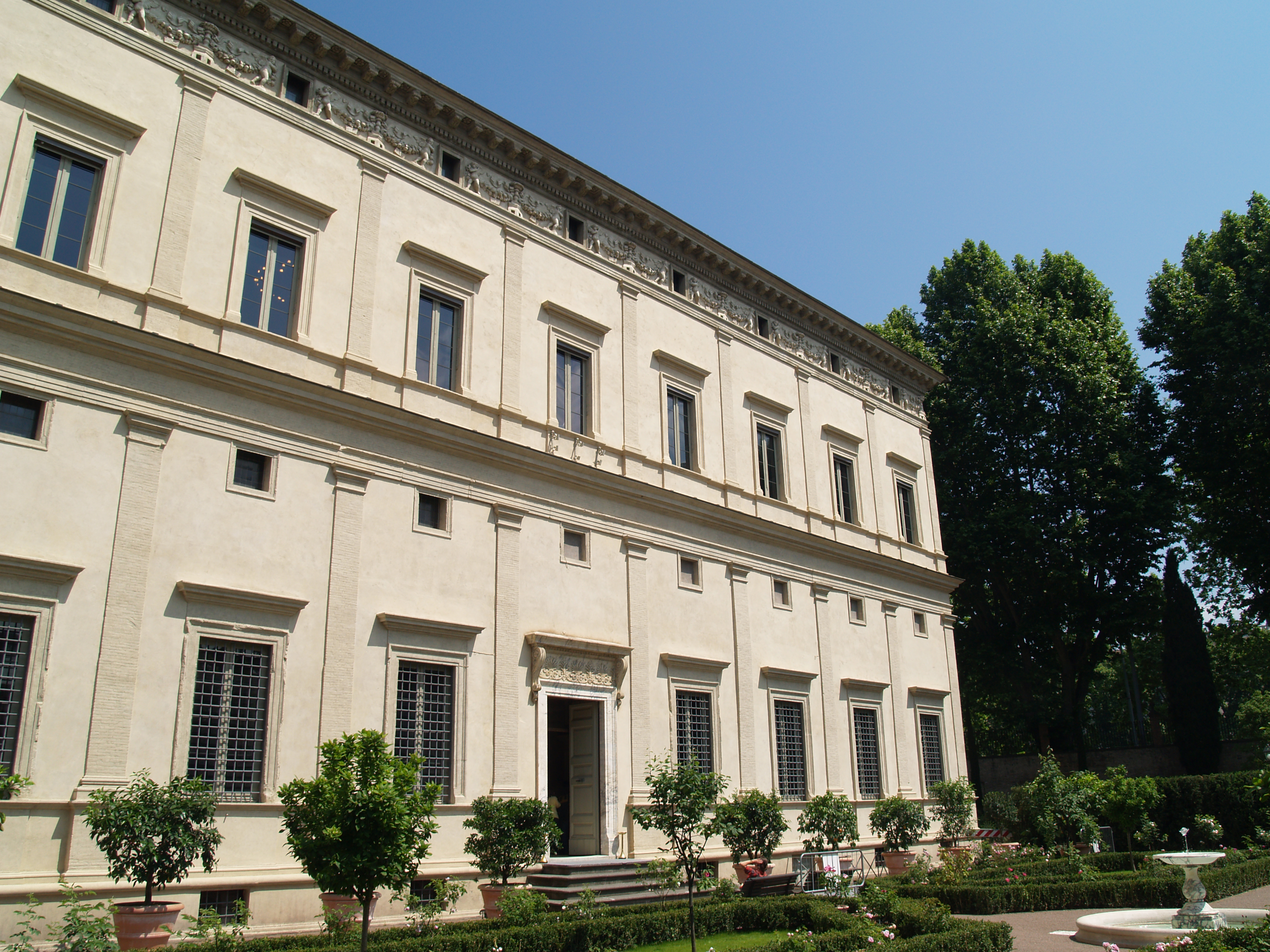
Villa Farnesina i Rom.

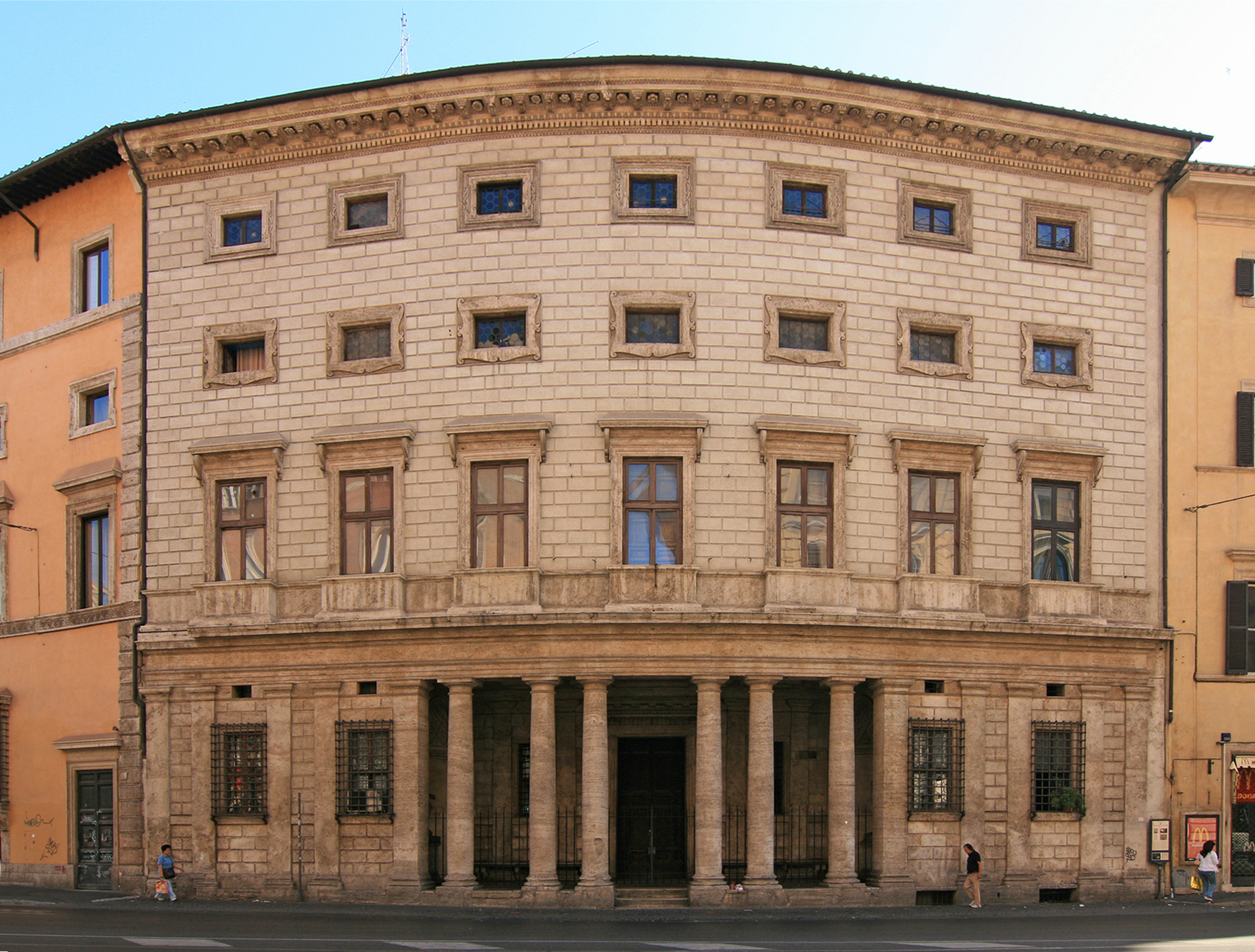
Palazzo Massimo alle Colonne i Rom.

Baldassare Peruzzi, född 7 mars 1481 i Siena, död 6 januari 1536 i Rom, var en italiensk arkitekt och målare under renässansen.
Peruzzi arbetade som assistent till Bramante, Rafael och Antonio da Sangallo den yngre vid byggnationen av Peterskyrkan. I Rom ritade han bland annat Villa Farnesina och Palazzo Massimo alle Colonne. Peruzzi formgav påven Hadrianus VI:s gravmonument i kyrkan Santa Maria dell'Anima i Rom.

## Målningar i urval
- Fresker i Villa Farnesina
- Fresker i Santa Maria della Pace (omkring 1516): Jungfru Marie frambärande i templet; Madonnan och Barnet med de heliga Birgitta och Katarina av Alexandria samt kardinal Ferdinando Ponzetti; Scener ur Gamla och Nya Testamentet
- Fresker i Rocca di Ostia
- Fresker i San Pietro in Montorio: Jungfru Marie kröning i himmelen; Sibyllor
- Fresker i Palazzo Madama
- Fresker i San Rocco all'Augusteo: Jesu födelse
- Apollo och muserna (1514–1523), Galleria Palatina (Palazzo Pitti), Florens

## Bilder

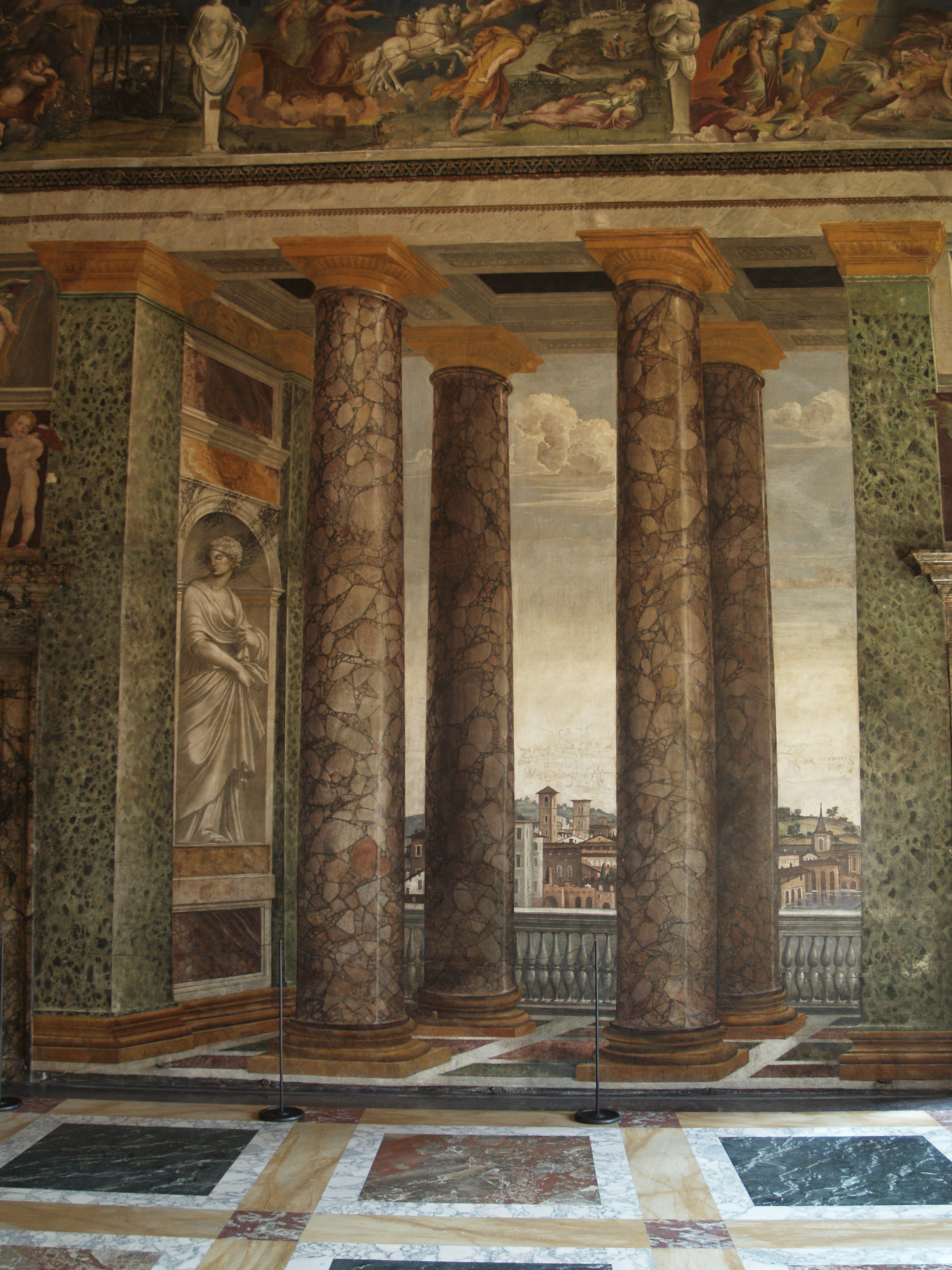
Fresk i Perspektivsalen i Villa Farnesina.
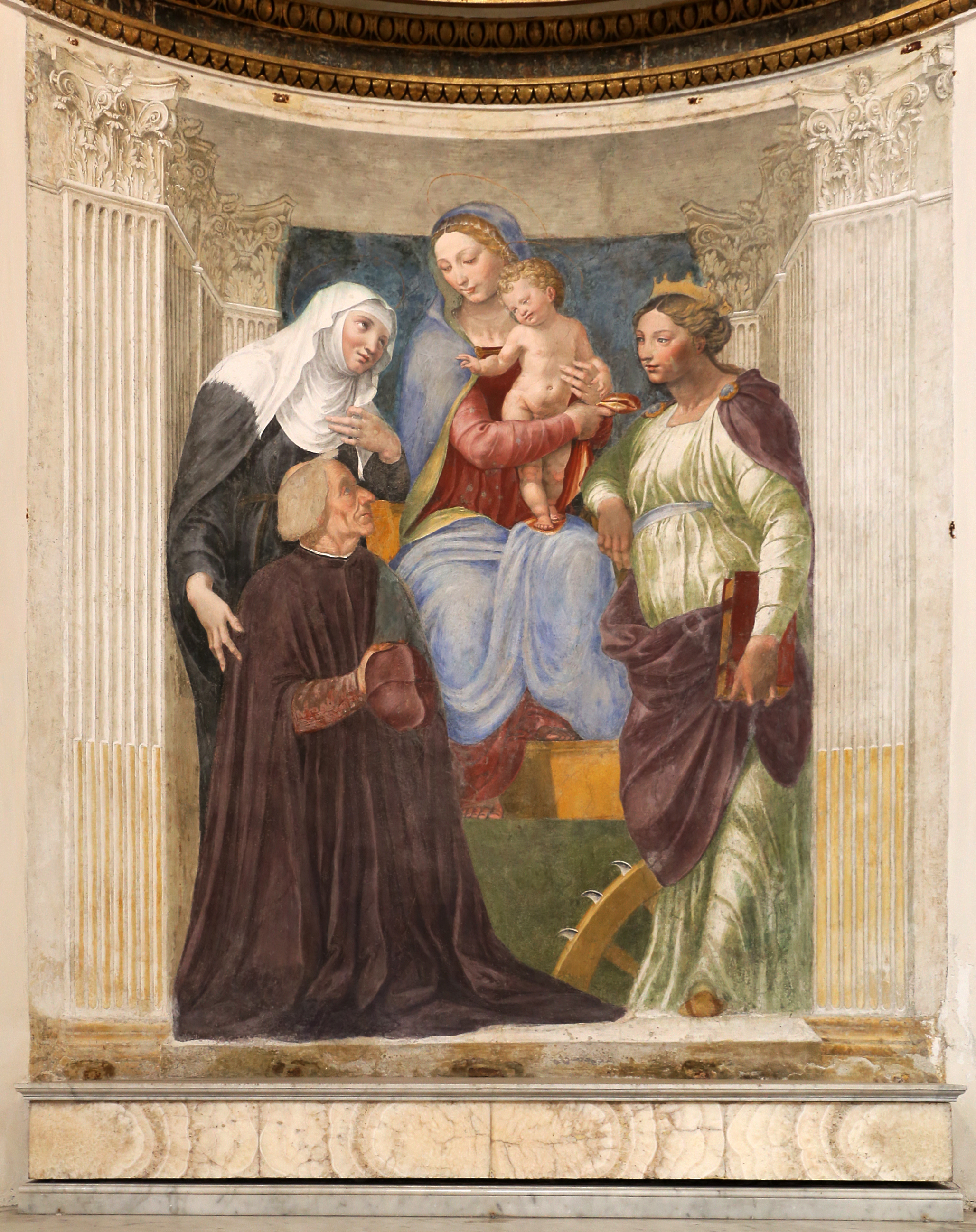
Madonnan och Barnet med de heliga Birgitta och Katarina av Alexandria samt kardinal Ferdinando Ponzetti i Santa Maria della Pace.
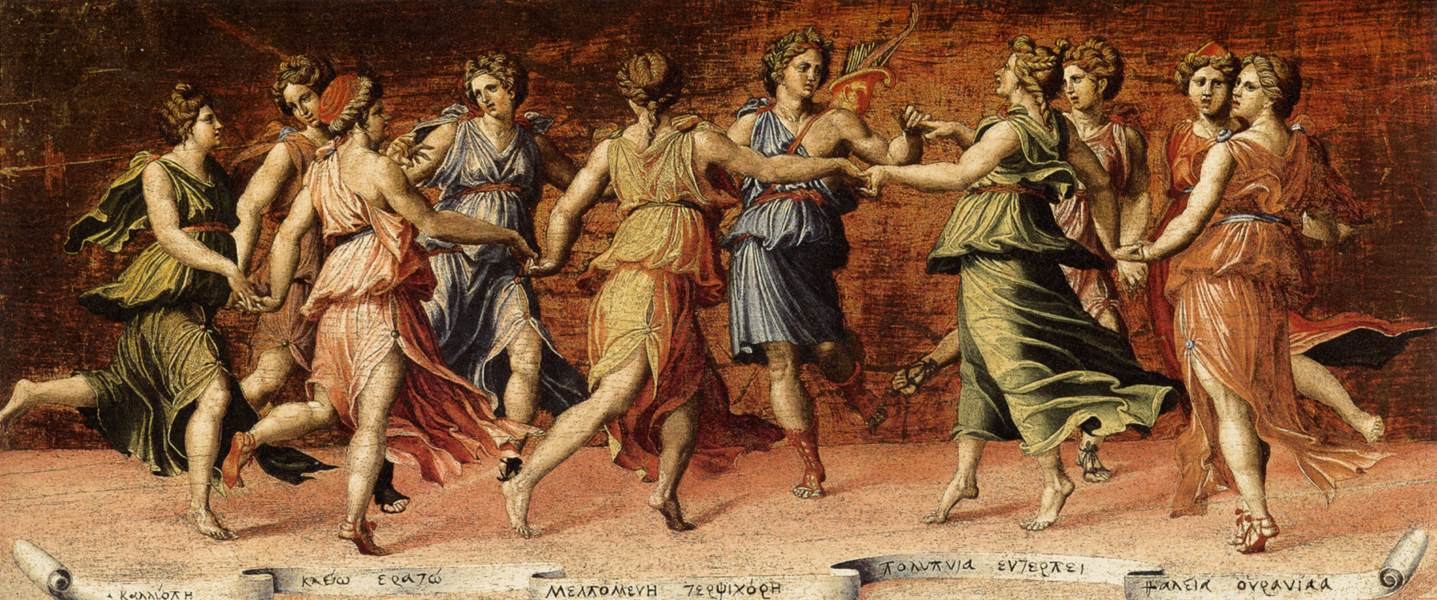
Apollo och muserna, Galleria Palatina.